# Lockoneco
Lockoneco, född 19 mars 1978, är en indonesisk bågskytt. Han deltog vid olympiska sommarspelen 2004.